# Jean de Locquenghien
Jean de Locquenghien, seigneur de Melsbroeck, né le 27 janvier 1518, mort en 1574, admis aux Lignages de Bruxelles, au Sleeus, a été échevin, bourgmestre et amman de Bruxelles,. Le 16 juin 1550, en tant que bourgmestre de Bruxelles, il donne le premier coup de pelle de la construction du canal maritime de Bruxelles à l’Escaut dont il fut le véritable créateur.

## Biographie
Le père de Jean de Locquenghien était Pierre de Locquenghien, un noble originaire du Boulonnais dans la Picardie historique, qui s'était fixé à Bruxelles où il avait acquis une solide position à la cour ducale. Il possédait une seigneurie à Locquinghen, qui est aujourd'hui partie de Rety, dans le Pas de Calais, et était devenu seigneur de Koekelberg par son mariage. Son fils, Jean, mentionné comme gentilhomme de René de Chalon, devint un familier de l'empereur Charles Quint. Il épousa le 12 octobre 1540 Anne van der Gracht, baronne de Pamele, avec laquelle il eut de nombreux enfants, dont Philippe (1542-1616) et Antoine (1561-1641). En 1542, Locquenghien est admis au Lignage Sleeus et accède ainsi à une série de mandats dans la magistrature de la ville : échevin en 1547 à 1548, bourgmestre de 1549 à 1550 et de 1552 à 1553, avec entre-temps, durant deux ans, receveur de la ville de 1551 à 1552. En 1554, l'empereur Charles le nomme amman  de l'ammanie de Bruxelles. Il applique strictement les édits anti-protestants et poursuit cette fonction sous le roi Philippe II jusqu'à sa mort en 1574. Il meurt à Pamele, près d’Audenarde, le 4 avril 1574. Il a été inhumé à Sainte-Gudule, où une épitaphe latine a été apposée. 
Jean de Locquenghien avait hérité des seigneuries de Koekelberg et de Berchem-Sainte-Agathe. Il avait lui-même acquis Melsbroek, avec un beau château, en 1564. Trois semaines avant sa mort, il était devenu seigneur de Pamele (aujourd'hui, partie d'Audenarde, sur la rive droite de l'Escaut).

## Le canal
L'œuvre majeure de Jean de Locquenghien est sans aucun doute le canal, long de 28 km, entre Bruxelles et Willebroeck. Avec un tirant d'eau de deux mètres et une largeur de trente mètres, le canal offrait une capacité navigable nettement supérieure à celle de la Senne, qui coulait plus ou moins parallèlement au canal. Pour la réalisation du canal, outre l'opposition de la ville de Malines et de Vilvorde, il fallait surmonter une dénivellation naturelle de 14 mètres de hauteur. Malgré quelques contretemps, Jean de Locquenghien, le concepteur de cette œuvre gigantesque s'est montré à la hauteur de la tâche. Avec quatre écluses doubles, à Ransbeek, à Humbeek, à Tisselt et enfin à Willebroeck, son canal était l'une des voies navigables les plus modernes d'Europe. Il a lui-même donné le premier coup de bêche le 16 juin 1550 à Willebroek, marqué par un vers de ce temps-là :
Tot Willebroeck heeft Locquengiens macht gebleken,
XVI juny was den eersten steeck gesteken
Locquenghien, un homme polyvalent, qui possédait des connaissances juridiques et techniques, était l'inspirateur, le promoteur et celui qui assurait la direction de la commission qui supervisait les travaux (dans laquelle étaient également présents Cornelis Scheppers, Charles Quarré, Adolf van Donveryn et Jan Stassaert). Il s'entoure de spécialistes tels que Willem Simon Maertense, de Zierikzee et Giorgio Rinaldi de Milan, et demande également l'avis de Gilbert van Schoonbeke d'Anvers.
En moins de douze ans, le terrain est acheté et les travaux sont achevés. La grande fête d'inauguration en octobre 1561 s'est déroulée sur plusieurs jours. En tant que père spirituel, Locquenghien a présidé les festivités, qui ont été animées par des chambres de rhétorique de plusieurs villes qui venaient de rentrer du landjuweel d'Anvers. La Nieuwe Chronycke van Brabandt raconte que des bateaux gréés d'Anvers, de Vilvorde, de Gorkum, de Zierikzee et d'Alkmaar ont apporté toutes sortes de mets et friandises, et qu'il y avait du vin, qu'ils buvaient ensemble de manière joyeuse, afin de pouvoir s'allonger et sommeiller. À la fin du mois de célébration, une affiche est parue, D'innecompst der nieuwewer schipvaert der stadt van Bruessele, sur laquelle figuraient les armoiries de Jean de Locquenghien.
À la fin de l'année 1562, le passage fut impossible pendant trois mois après qu'une source d'eau eut provoqué l'effondrement de l'écluse de Ransbeek. Après la réouverture, Locquenghien a demandé et obtenu en 1563 la décharge et quittance des travaux du canal. Il a été nommé à la direction du canal. Après lui, son fils Antoine en devint le surintendant du canal, lorsque cette fonction lignagère fut créée en 1589. Les lettres patentes qui créaient son petit-fils Charles, baron de Melsbroek, mentionnent Jean van Locquenghien comme Autheur & Directeur du Canal, et les historiens Lodovico Guicciardini et Jean-Baptiste Gramaye n'ont pas manqué de mentionner son rôle clé, et dans la Nieuwe Chronycke van Brabandt il est célébré comme heer Jan vâ Locquengiê ridder ons toeverlaet.

## Honneurs
- En 1841, une rue est percée au XVIIe siècle sur le prolongement de la rue du Grand Hospice jusqu’au canal est nommée en son honneur[1].
- Au Salon de Bruxelles de 1815, la Statue de Jean de Locqunghien réalisée par Charles Malaise remporte le premier prix de sculpture[5].